# Daniela Soto-Innes
Daniela Soto-Innes (México), 26 de agosto de 1990) es una chef mexicana reconocida como la mejor cocinera del mundo 2019 una de las personas más famosas en hacer pasteles en el mundo..

## Biografía
Daniela nació en la Ciudad de México, desde pequeña acompañaba a su abuela quien administraba una panadería, ella veía como horneaba el pan. En la adolescencia su familia se mudó a Texas, donde estudió en Le Cordon Bleu of Culinary Arts, después trabajó en restaurantes de Estados Unidos y Europa. Su cocina se distingue por exaltar la herencia mexicana.
Cuando regresó a México se incorporó a los restaurantes Nicos, de Gerardo Vázquez Lugo y Elena Lugo, y Pujol poco tiempo después junto con Enrique Olvera abrió los restaurantes Atlas y Cosme, en Nueva York, ella está a cargo de este último. El cual ha acumulado reconocimientos como: James Beard a Mejor Chef Revelación, StarChefs Rising Stars Award y The World’s Best Female Chef 2019, otorgado por The World’s 50 Best Restaurants.

## Libros
Daniela Soto-Innes tiene colaboración con el chef mexicano Enrique Olvera en el libro Tu casa mi casa, un recetario que abarca sobre la cocina tradicional casera.
| Año  | Título          | ISBN           | Editorial     | Comentarios  |
| ---- | --------------- | -------------- | ------------- | ------------ |
| 2019 | Tu casa mi casa | 978-1838660178 | Phaidon Press | Colaboración |
| 2017 | Nixtamal        | 978-6079760045 | Masienda      | Colaboración |